# جانی سارتوری
جانی سارتوری (ایتالیایی: Gianni Sartori؛ زادهٔ ۲ دسامبر ۱۹۴۶) دوچرخه‌سوار اهل ایتالیا است.
وی در مسابقات کشوری و بین‌المللی در مجموع برندهٔ ۱ مدال طلا، ۱ مدال برنز شده‌است.